# Риккетция Провачека
Риккетция Провачека или риккетсия Провацека (лат. Rickettsia prowazekii) — вид бактерий из рода Риккетсии класса альфа-протеобактерий, возбудитель эпидемического сыпного тифа. Названа в честь чешского естествоиспытателя Станислава Провачека, который умер от этой болезни, исследуя её.

## Геном
Rickettsia  prowazekii имеет упрощенный геном, размер которого составляет около 1 млн пар нуклеотидов и кодирует от 834 до 866 белков. Часть белков необходимых для функционирование клетки риккетсии кодируется клетками хозяина.